# 香隅化工园区
香隅化工园区是中华人民共和国安徽省池州市东至县下辖的一个类似乡级单位。

## 行政区划
下辖以下地区：
香隅化工园虚拟社区。